# Jack & Jones
Pour les articles homonymes, voir Jack Jones.
Jack & Jones est une marque de mode danoise spécialisée dans les vêtements pour hommes.
Lancée en 1990, elle appartient à l'entreprise Bestseller.
Initialement spécialisée en denim, la marque étend progressivement sa gamme de produits aux vêtements de sport urbain, chaussures et accessoires dont le style se veut décontracté et moderne.
Avec près de 1 000 magasins dans le monde (dont 69 en France), Jack & Jones se positionne comme une marque de vêtements prisée, notamment par les hommes de moins de 30 ans.

## Historique
La marque Jack & Jones est lancée en 1990 par l'entreprise danoise Bestseller. La même année, la première collection de la marque est présentée au salon de la mode d'Oslo.
En 1991, le premier magasin ouvre à Trondheim (Norvège) puis un deuxième, la même année, en Suède. Un an plus tard, des magasins suivent en Finlande et au Danemark. En 1994, le nombre de magasins dans les pays scandinaves grimpe à 36,.
En 1996, la marque se dote d'un nouveau logo et présente le slogan « Unlimited ».
En 1997, elle arrive aux Pays-Bas et en Espagne. En 1998, elle ouvre son 100e magasin.
En 2000, Jack & Jones gère 177 magasins répartis dans 12 pays. Elle entre sur les marchés du Moyen-Orient.
En 2002, elle présente un nouveau logo sans slogan et ouvre sa boutique en ligne.
En 2005, Bestseller arrive en France.
En 2007, elle lance la collection écoresponsable ECO, qui comprend uniquement des produits fabriqués à partir de coton certifié bio et équitable, puis, en 2012, la collection Low Impact Denim.
Au fil des années, Jack & Jones étend sa cible de consommateurs : elle lance en 2017 sa première collection pour grandes tailles et en 2018 sa première collection de mode pour enfants de 5 à 16 ans, Jack & Jones Junior,.
En 2019, la marque commence à commercialiser ses propres parfums.

## Produits

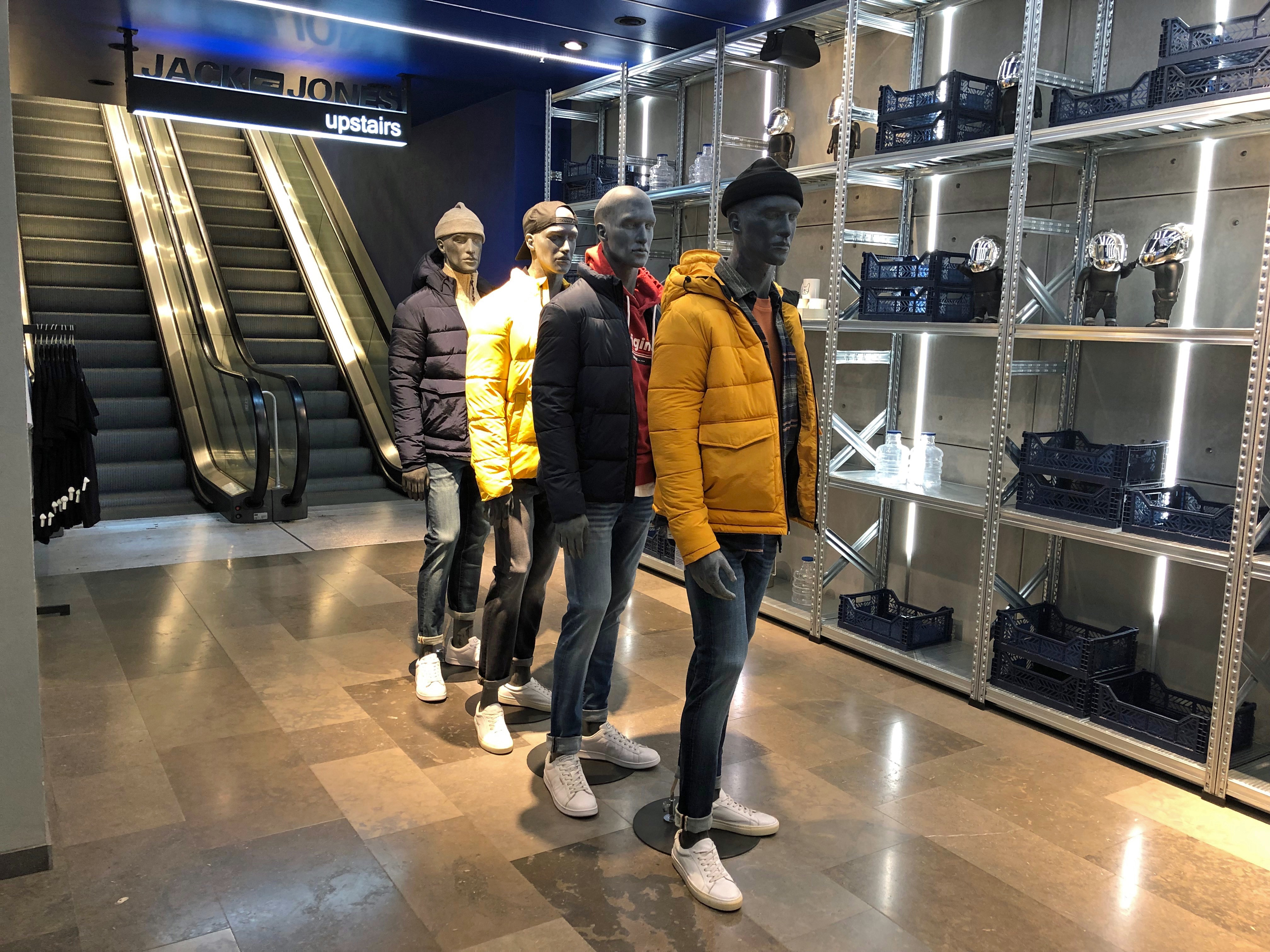
Exemple de produits dans un magasin Jack & Jones à Helsinki en 2019.

Initialement spécialisée en denim, la gamme de produits de Jack & Jones s'étend et couvre également les vêtements de sport urbain, les costumes, les chaussures et les accessoires, dont le style se veut décontracté et moderne.
Les jeunes hommes de 16 à 30 ans constituent la cible principale des consommateurs de la marche, bien qu'elle soit étendue aux enfants de 5 à 16 ans depuis 2018,.

## Magasins

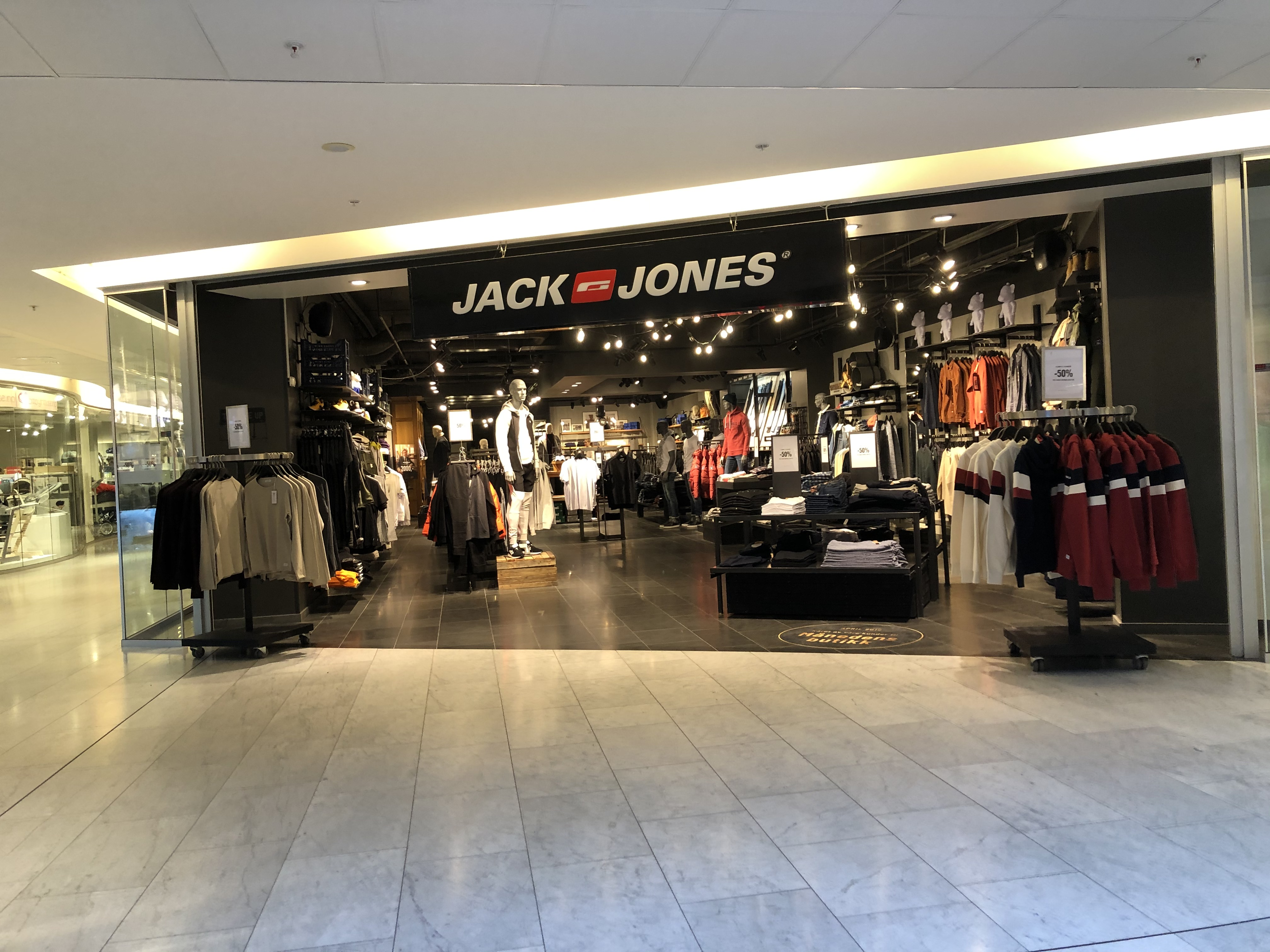
Un magasin Jack & Jones à Hønefoss (Norvège) en 2019.

En 2025, Jack & Jones compte près de 1 000 magasins répartis dans plus de 30 pays et emploie 500 employés dans la conception, les achats, les ventes et le marketing.
La marque compte vingt magasins en France en 2012 et 69 magasins en avril 2025, dont 10 en Île-de-France.
| Pays            | Nombre de magasins |
| --------------- | ------------------ |
| Allemagne       | 200                |
| Espagne         | 106                |
| France          | 69                 |
| Norvège         | 67                 |
| Italie          | 63                 |
| Pays-Bas        | 51                 |
| Suède           | 51                 |
| Canada          | 48                 |
| Royaume-Uni     | 39                 |
| Belgique        | 37                 |
| Danemark        | 36                 |
| Turquie         | 33                 |
| Finlande        | 32                 |
| Suisse          | 28                 |
| Autriche        | 21                 |
| Irlande         | 19                 |
| Grèce           | 18                 |
| Hongrie         | 7                  |
| Pologne         | 7                  |
| Arabie saoudite | 6                  |
| Luxembourg      | 6                  |
| Lituanie        | 5                  |
| Slovénie        | 5                  |
| Tchéquie        | 5                  |
| Chypre          | 4                  |
| Estonie         | 3                  |
| Koweït          | 3                  |
| Qatar           | 2                  |
| Albanie         | 1                  |
| Andorre         | 1                  |
| Lettonie        | 1                  |
| Portugal        | 1                  |
| Serbie          | 1                  |

## Identité visuelle
Depuis sa création, le logo de Jack & Jones a évolué plusieurs fois pour devenir plus sobre et moderne.

Évolution du logo de Jack & Jones depuis sa création
De 1990 à 2002[9],[N 1].
De 1996 à 2002[1],[N 1].
De 2002 à 2018.
Depuis 2018.

## Controverses
Dans un rapport intitulé Les dessous toxiques de la mode publié le 20 novembre 2012, Greenpeace révèle la présence de perturbateurs endocriniens — plus particulièrement des éthoxylates de nonylphénols — dans 63 % des 141 produits textiles étudiés. Plus particulièrement, les concentrations les plus élevées sont retrouvées dans plusieurs grandes marques de vêtements, y compris Jack & Jones.